# سلو ایمنی شاهومیانا
سلو ایمنی شاهومیانا (به لاتین: Selo imeni Shaumyana) یک منطقهٔ مسکونی در روسیه است که در شهرستان کیزلیارسکی واقع شده‌است.